# Aeroportul Port Augusta
Aeroportul Port Augusta (IATA: PUG, ICAO: YPAG) este un aeroport din Australia de Sud, Australia ce deservește zona Port Augusta.
Situat la o altitudine de 16 m, aeroportul dispune de o singură pistă. Este operat de Port Augusta⁠(d).